# 尤尼斯風暴
尤尼斯風暴 (英名：Storm Eunice/ˈjuːnɪs/，德名：澤內普風暴 Storm Zeynep，丹麥名：諾拉風暴 Storm Nora) 是一個異常強烈的溫帶氣旋，為2021-2022年歐洲風暴季節的一部分。 尤尼斯風暴於2月14日被英國氣象局命名。 2月16日，南英格蘭、威爾士和英格蘭中部地區都發布了橘色天氣警告。 隨後於2月17日則針對西南英格蘭和南威爾士部分地區發布了紅色天氣警告，於2月18日則又對倫敦、東南英格蘭和英格蘭東部地區發布了第二次紅色天氣警告。尤尼斯風暴在懷特島郡的尼德爾斯被測得以每小時122英里（196公里/小時）的速度創下了英格蘭最快陣風記錄的臨時記錄。到目前為止，尤尼斯風暴造成九人死亡，多人受傷。這場風暴是自1987年大風暴以來影響英格蘭南部海岸的最強風暴之一。

## 歷史
2月14日，英國氣象局將風暴命名為尤尼斯風暴 。
2月16日，柏林自由大學(FUB) 將同一系統命名為“澤內普風暴”。 愛爾蘭氣象局發布了推文，表示該氣旋中的快速壓降已達爆發性旋生的標準。

## 應對和影響

### 比利時
黑隆寇足球場的屋頂被損壞，導致原定於2月18日舉行的比利時甲組聯賽A被推遲。 在圖爾奈一台吊車因零件被扯鬆而倒在醫院上，造成了屋頂和醫院頂層的損毀。
法蘭德斯大部分地區的公共交通暫停，比利時國家鐵路和德萊恩都宣布暫停火車、公共汽車和有軌電車的服務。布魯塞爾和阿姆斯特丹之間的西北高速列車也被停駛。.
在伊珀爾，一名79歲的英國男子在碼頭從船上墜落後溺水身亡，另有四人受重傷。在梅嫩，一名18歲的慢跑者被一根鬆動的樹枝擊中後命危，被緊急送往醫院。在根特，一名男子被一塊破碎的太陽能電池板擊中後命危。在泰姆瑟，一名男子在建築工地集裝箱上的一塊金屬板被扯下後頭部嚴重受傷。在弗爾訥，一名卡車司機因其卡車翻車而住院。

### 丹麥
丹麥氣象研究所決定將風暴命名為“Nora”，因為認為“Eunice”這個名字在北歐語言中很難發音。諾拉對丹麥沒有造成重大破壞，大多數模型表明諾拉以 60~70 公里/小時的風速襲捲丹麥。模型還指出諾拉襲擊南日德蘭半島最多，特別是在德國邊境附近。

### 法國
在法國，5 個部門發布了橙色預警，最初預計法國最北端的風速為140公里/小時，但實際上最高風速為 161公里/小時。諾爾省、加萊海峽省、索姆省、濱海塞納省和芒什省都收到了尤尼斯風暴的橙色天氣警告，法國北部大部分地區發布了黃色天氣警告。據報導，維姆勒的警察一直在海濱巡邏，以確保沒有人在附近遊蕩。
在諾爾省有六人受重傷。全國有多達160,000戶家庭斷電。上法蘭西大區和諾曼第的區域列車暫停行駛，里耳法蘭德斯站的玻璃屋頂因碎裂而暫時疏散。

### 德國
在德國，尤尼斯風暴被柏林自由大學命名為澤內普，在該系統的影響之前，易北河附近發布了風暴潮警告，即將迎接90英里/小時（145公里/小時）的風速，比僅幾天前影響該地區的葉蓮娜風暴(又稱達德利風暴，德名：Storm Ylenia，英名：Storm Dudley)還快。尤尼斯風暴於當地時間中午左右在易北河河口附近登陸。德國氣象局預計它的高速陣風將吹過勃蘭登堡，並會漸漸恢復平靜，但直到週六仍將保持強勢。

### 愛爾蘭
2月16日，愛爾蘭氣象局發布了2月18日七個郡的橙色風警告，稱風暴將帶來嚴重且可能具有破壞性的風，陣風快達130公里/小時。隔天，愛爾蘭氣象局發布了進一步的雨、風和雪天氣警告，科克郡、凱里郡、克萊爾郡和沃瓦特福郡發布了紅色風警告，同時通知紅色風和橙色雪警告縣的所有學校、學院、大學和托兒所都要關閉。 全國各地取消了許多航班、渡輪、公車和火車服務。
在法斯耐特燈塔近海記錄到的陣風時速為172公里（107英里/小時）而在寇克港的羅切斯角（Roches Point）記錄到的陣風時速為 137 公里（85 英里/小時）。
全國有多達 80,000 戶家庭和企業斷電。在韋克斯福德郡，一名59歲的議會工作人員在清理雜物時被倒下的樹砸死。有報導聲稱克朗塔夫路火車站的屋頂受損。

### 荷蘭
由於風暴尤尼斯對澤蘭省、南荷蘭省、北荷蘭省、菲士蘭省和愛塞河地區的影響，荷蘭皇家氣象研究所(KNMI)發布了罕見的紅色警告。除林堡省外，所有其他省份均收到橙色天氣警報。荷蘭皇家氣象研究所報告說，他們預計內陸地區的陣風速度在100到120公里/小時之間。這是自2021年以來荷蘭第四次發布紅色警告，近期最後一次是在 2021 年7月。
荷蘭鐵路於2月17日宣布，將於2月18日中歐時間14:00（13:00 UTC）取消所有國內和國際火車交通。許多大學和學校在 2 月 18 日下午關門。此外，全國零售商、法院和市政廳在下午停止了全國各地的服務。
由於該地區極端天氣條件無法保證球員、工作人員和球迷的安全，原定於2月18日晚上舉行的福圖納斯塔德和鹿特丹斯巴達之間的荷蘭足球甲級聯賽被推遲。
2 月 18 日，四人在涉及倒下的樹木的事故中喪生：阿姆斯特丹有兩人被倒下的樹撞死；至少有一名受害者為自行車騎士；迪門的一名司機也被倒下的樹砸死；第四人在格羅寧根附近的阿多普開車不慎與一顆倒下的樹相撞後死亡。
海牙體育場的屋頂被損毀。
2 月 18 日傍晚，在海牙Zeeheldenkwartier街區Elandkerk的兩座塔樓據報導發現不穩定後，海牙的幾戶居民被疏散。

### 英國

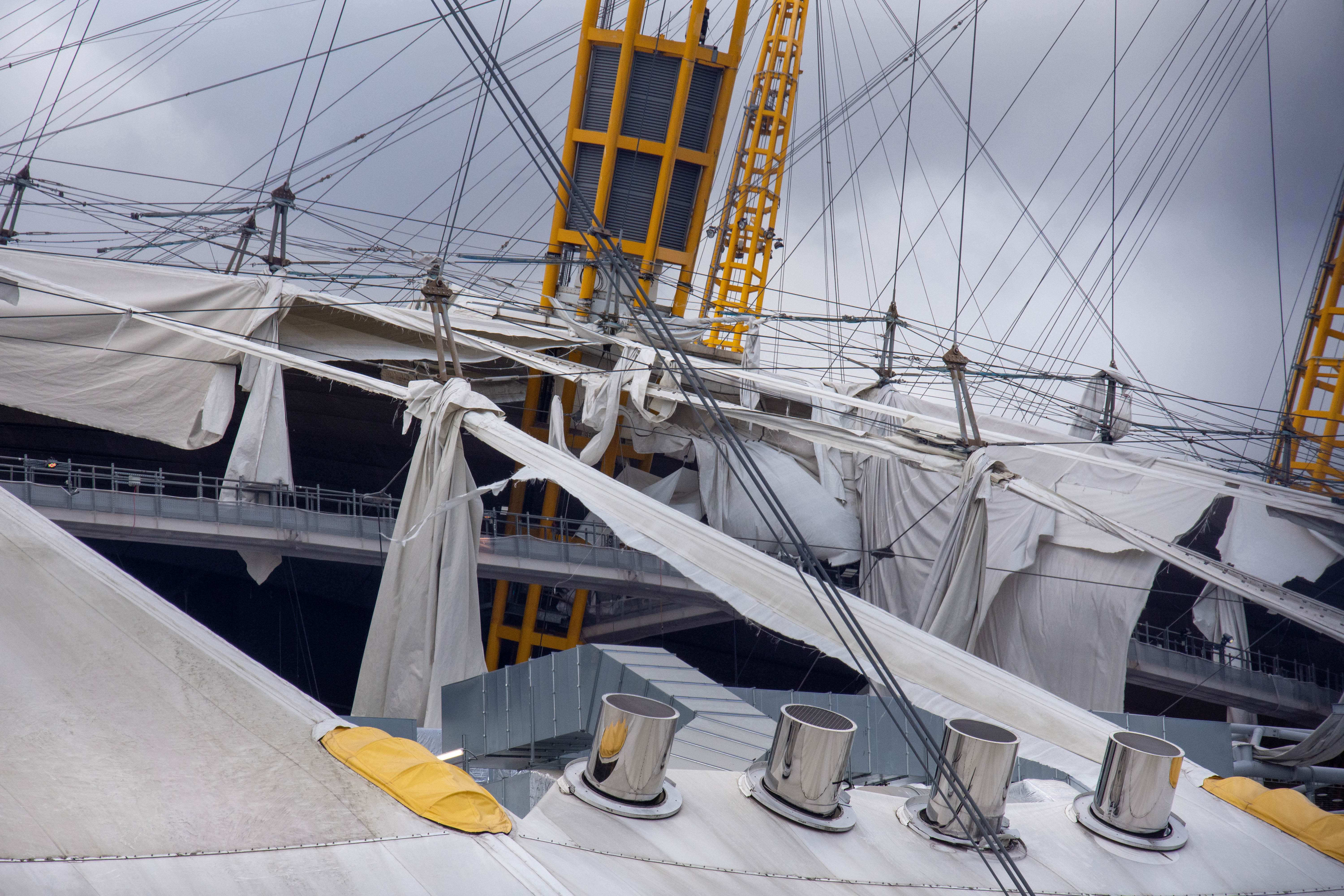
O2體育館屋頂的損毀。

2月17日，英國大部分地區的氣象局發布了風、冰和雨天氣警告：這些警告包括威爾士和南英格蘭的紅色警告。 居住在英格蘭西南部康瓦爾郡、德文郡和索美塞特郡北方海岸的人們被警告可能會發生洪水，因此發布“有關生命危險的”紅色警告。學校被廣泛關閉連同公共設施（例如圖書館）、送貨服務、海上運輸和幾座橋樑。]亨伯橋、伊莉莎白二世女王大橋和奧威爾橋被關閉；兩座塞文橋：塞文橋和塞文二橋皆為首次關閉。蘭斯頓橋因擔心漲潮而關閉了近三個小時，切斷了海靈島作為進出點的唯一道路。英國首相鮑里斯·強生（Boris Johnson）說，軍隊已經處於“待命狀態”。
在懷特島郡的尼德爾斯記錄到風速為每小時122英里(196 公里/小時)的陣風，這是英格蘭有記錄以來最快的陣風。
尤尼斯風暴造成數人受傷，其中三人死亡：哈林蓋倫敦自治市的一名婦女在她上車後被路樹砸死，以及一名男子在默西賽德郡的納瑟頓被汽車擋風玻璃上碎片擊中；奧爾頓的一名男子也因車輛撞到一棵倒下的樹而死亡。一名民眾在滑鐵盧被墜落的碎片砸傷；斯特雷特姆的另一個人被尤尼斯風暴吹倒的一棵樹砸傷。一輛汽車在雅芳河畔布拉福撞樹後，共三人被送往醫院。泰晤士河畔亨利 (Henley-on-Thames)的屋頂碎片擊中一人後嚴重受傷住院。
在倫敦，O2體育館屋頂的大部分被風捲毀。 暴風雨把聖托馬斯教堂(Church of St Thomas, Wells)的尖頂吹掉。糧食發電站(Grain Power Station)三座塔之一倒塌 ，為了安全起見，已關閉了發電站。 位於東薩塞克斯郡濱海貝克斯希爾的德拉瓦爾館，其21世紀早期演奏台被摧毀。 里茲的覆層塔樓被風扯毀。普雷斯頓火車站的屋頂因遭受強風造成的結構性損壞而進行疏散。該站被認為不安全，英國鐵路網公司警告乘客避開該站。Africa Alive！一部分的獅子圍欄，在凱辛蘭被一棵倒下的樹砸壞。
西南英格蘭有90,000戶家庭斷電。在康瓦爾郡，停電影響了博西尼、蘭納斯、馬拉扎恩和特雷瓦拉克。 多塞特受到風暴的嚴重影響。沙岸渡輪公司(Sandbanks Ferry)暫停服務。在威斯特波恩的金沙酒店(the Bournemouth Sands Hotel)屋頂被捲毀，造成一名老人受傷。 普克斯頓(Pokesdown)的建築物遭到破壞，停電影響了塔公園。波特蘭島記錄了每小時 90 英里（140 公里/小時）的陣風，這是風暴期間不列顛本島記錄的最高風速。
原定於2月18日晚上舉行伯恩茅斯足球俱樂部和諾丁漢森林足球俱樂部的英格蘭足球冠軍聯賽被推遲，原因是尤尼斯風暴對伯恩茅斯的迪恩考特球場造成了破壞。
英國各地的火車被取消和延誤（包括威爾士的服務完全取消）。400 多個航班也被取消。YouTube頻道Big Jet TV直播了試圖降落在希斯洛機場的進場飛機的著陸情況，包括多次重飛和觸地重飛，導致全球媒體報導。
2月19日，南威爾士和西南英格蘭海岸發布了黃色大風警告，弗林特郡發布了冰雪警告。威爾士親王橋重新開放，但塞文橋因預測有強風而仍然關閉。
截至2月20日，英國仍有83,000戶家庭斷電：西南英格蘭有29,000戶；東南英格蘭23,000人；20,000在南英格蘭；英格蘭東部有7,000人；南威爾士約有3,000人。
2月20日，氣象局命名新風暴為富蘭克林風暴，預計將降低尤尼斯風暴的威力。據估計，富蘭克林風暴不會強如尤尼絲風暴。

## 外部連接
Template:歐洲風暴季節
Template:英國的天氣事件